# Tibetan Music Awards
Les Tibetan Music Awards ont été fondés en 2003 par Lobsang Wangyal et ont lieu tous les deux ans à Dharamsala, en Inde du nord. Les lauréats sont choisis par un vote en ligne.
En 2003, Techung a remporté le prix de la meilleure musique traditionnelle et moderne. Le groupe de rock tibétain Rangzen Shonu a reçu le prix du meilleur album.
En 2005, Ama Dachung, artiste tibétaine de 81 ans, a reçu le prix pour l’œuvre de sa vie pour la musique tibétaine.
En 2007, une récompense spéciale a été accordée à Nawang Khechog pour son album "Tibetan Meditation Music". Namgyal Lhamo a remporté le prix de la meilleure artiste féminine. Amalia Rubin a remporté le prix de la meilleure artiste internationale pour le Tibet pour son album de chansons folkloriques tibétaines.
En 2009, le groupe de metal taïwanais Chthonic a reçu le prix du meilleur artiste international.
Les Tibetan Music Awards de 2013 se tiendront le 12 octobre 2013, à Dharamsala.